# Llista de governadors de Tabasco

Escut de Tabasco

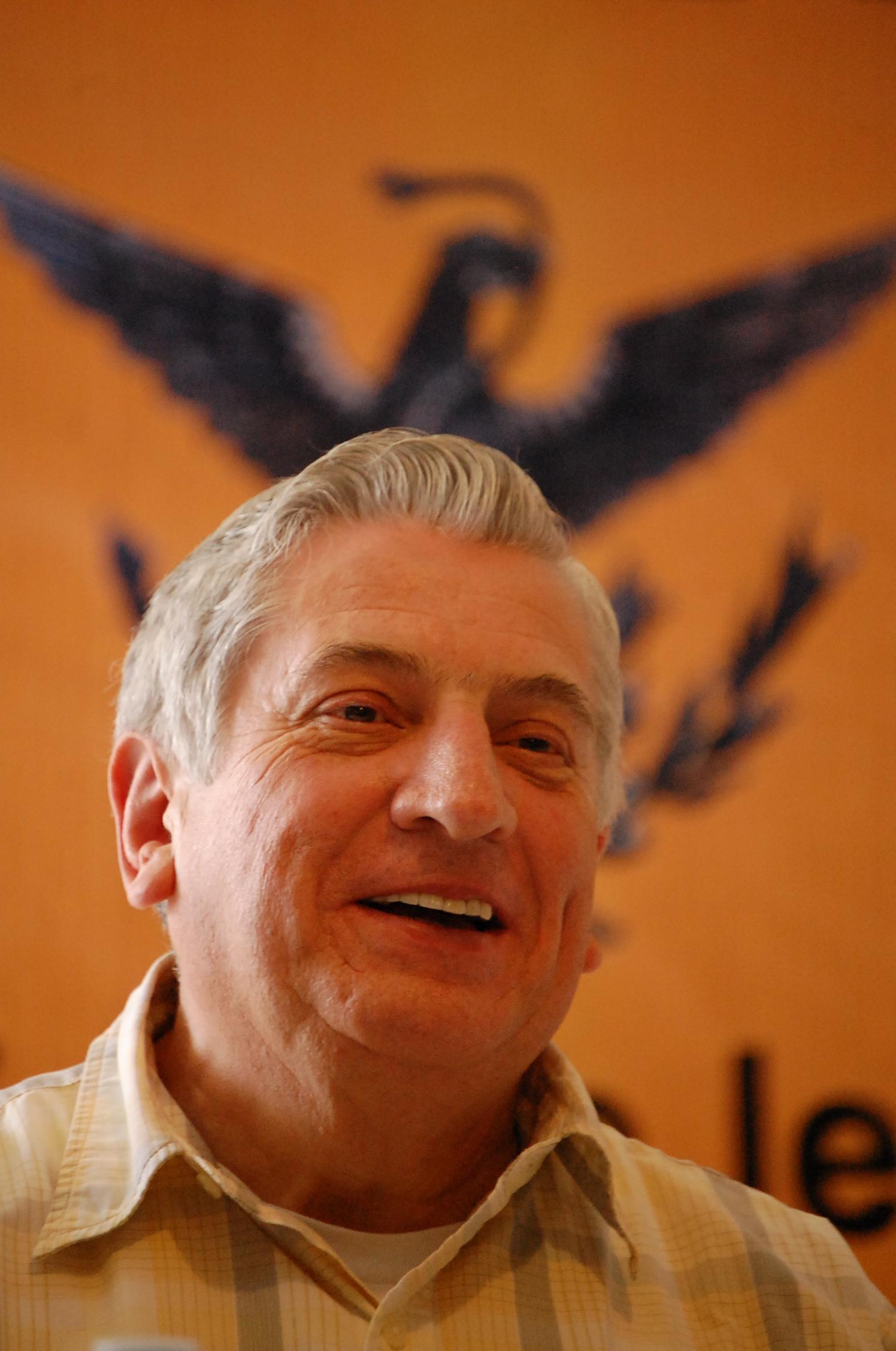
Arturo Núñez Jiménez

Aquesta és la llista de governadors de Tabasco. Segons la Constitució Política de l'Estat Lliure i Sobirà de Tabasco, l'exercici del Poder Executiu d'aquesta entitat mexicana, es diposita en un sol individu, que es denomina Governador Constitucional de l'Estat Lliure i Sobirà de Tabasco i que és elegit per a un període de 6 anys no reelegibles per cap motiu. El període governamental comença el dia 1 de gener de l'any següent a l'elecció i acaba el 31 de desembre després d'haver transcorregut sis anys.
L'estat de Tabasco va ser creat el 31 de gener de 1824, i admès oficialment el 7 de febrer de 1824, sent l'estat nombre 13 fundador de la federació, per la qual cosa al llarg de la seva vida històrica ha passat per tots els sistemes de govern vigents a Mèxic, tant el sistema federalista com el sistema centralista, per la qual cosa la denominació de l'entitat ha variat entre estat i departament; variant juntament amb ella, la denominació del titular del Poder Executiu de l'Estat.
L'últim governant maia va ser Tabscoob qui governava la província de Potonchan a l'arribada dels espanyols i pel nom dels quals, els conqueridors van anomenar "Tabasco" al territori descobert. Durant l'època de la colònia, la província de Tabasco va ser annexada a la Capitania General de Yucatán, per la qual cosa l'autoritat màxima era el "Alcalde Major", i ja a partir de 1776 se'ls va donar el càrrec de "Governador" nomenat pel rei.
A causa de la gran quantitat de guerres i alçaments militars que es van registrar en l'estat durant el segle xix i principis del segle xx, va haver-hi un alt nombre de moviments de governadors, de fet, durant aquest temps, molt pocs van ser els que van aconseguir acabar el seu període constitucional. Aquestes mateixes pugnes, van propiciar que en alguns períodes com en 1845, 1847, 1858, 1863, 1864 i 1919 existissin dos governadors al mateix temps i el 1919 fins a dos Congressos estatals.

## Governants de Tabasco
Simbologia:

### Segle XVI
|    | Imatge                                | Nom                                   | Període de govern                      | Càrrec                     | Principals esdeveniments |
| -- | ------------------------------------- | ------------------------------------- | -------------------------------------- | -------------------------- | --- |
| 1  | Bandera Maia                          | Tabscoob                              | ? - 14 de març de 1519                 | Cacic maia de Potonchán    | - Fins al 14 de març de 1519 quan és derrotat per Hernán Cortés a la batalla de Centla. |
| 2  | Hernán Cortés                         | Hernán Cortés                         | 14 de març de 1519 - 8 de maig de 1525 |                            | - Com a conquistador, governà des de la Ciutat de Mèxic |
| 3  | Armes de Carles I d'Espanya           | Juan de Vallecillo                    | 8 de maig de 1525 - novembre 1526      | Capità General             | - Nomenat per Hernán Cortés. - Reconstruí la vila de Santa María de la Victoria, destruïda pels maia-chontals. - Considerat primer governant de la Província de Tabasco. Inicià la Conquesta de Tabasco, però va morir al cap de poc. |
| 4  | Armes de Carles I d'Espanya           | Baltasar de Osorio Gallegos           | abril 1527 - maig de 1528              | Alcalde major              | Nomenat per Hernán Cortés. - Primer Alcalde major de Tabasco. |
| 5  | Francisco de Montejo                  | Francisco de Montejo                  | maig de 1528 - febrer de 1530          | Alcalde major              | - Nomenat pel Rei Carles I d'Espanya. - Inicià la pacificació de Tabasco i conquerí la zona sud de l'estat, aixamplant els dominis fins a Oxolotán i la sierra de los Zoques. |
| 6  |                                       | Francisco de Montejo y León "el Mozo" | febrer de 1530 - juliol de 1530        | Tinent d'Alcalde major     | - Nomenat pel seu pare Francisco de Montejo. - Destituït per la Primera Audiència. |
| 7  | Baltasar de Osorio Gallegos           | Baltasar de Osorio Gallegos           | juliol de 1530 - 1535                  | Alcalde major              | - Nomenat per la Primera Audiència |
| 8  | Francisco de Montejo                  | Francisco de Montejo                  | 1535 - 1536                            | Alcalde major i Governador | - Nomenat per la Segona Audienciaa causa que els indígenes es van alçar en contra de Baltasar de Osorio, qui va perdre el control de la província . - Montejo va estendre els límits de la província de Tabasco fins als dominis Cehaches del sud de Campeche i El Petén guatemalenc. |
| 9  | Armes de Carles I                     | Francisco Tercero                     | 1536                                   | Alcalde major Interí       | - Jutge de Residència dels Montejo. |
| 10 |                                       | Francisco de Montejo y León "el Mozo" | 1537 - 1540                            | Alcalde major i Governador | - Nomenat pel Rey Carles I d'Espanya a petició de Francisco de Montejo. - La província de Tabasco assolí la seva major extensió en abarcar des del riu Cupilco fins a Yaxchilán, part d'El Petén i el sud de Campeche incloent la Llacuna de Términos. |
| 11 | Armes de Carles I                     | Juan de Ledesma                       | 1540 - 1545                            | Tinent d'Alcalde major     | |
| 12 | Armes de Carles I                     | Marcos de Ayala Trujeque              | 1545 - 1546                            | Tinent d'Alcalde major     | |
| 13 | Armes de Carles I                     | Alonso de Bazán y Herrera             | 1546 - 1547                            | Alcalde major              | |
| 14 | Armes de Carles I                     | Godofredo de Loaiza                   | 1547                                   | Alcalde major Interí       | |
| 15 | Armes de Carles I                     | Alonso de Bazán y Herrera             | 1547 - 1549                            | Alcalde major              | |
| 16 | Armes de Carles I                     | Alonso de Manríque                    | 1550 - 1551                            | Alcalde major              | - Alcalde major de Coatzacoalcos i Tabasco. |
| 17 | Escut d'armes de Felip II a Carles II | Marcos de Ayala Trujeque              | 1551 - 1561                            | Tinent d'Alcalde major     | - Va realitzar fortes campanyes militars per tractar de sotmetre als indígenes cimateques de Cunduacán, i va promoure el poblament a poblacions indígenes de la Chontalpa. - En 1557 els pirates s'apoderen de l'illa de Tris i inicien els atacs en les costes de Tabasco. |
| 18 | Escut d'armes de Felip II a Carles II | Alonso Gómez Sotomajor                | 1561 - 1579                            | Tinent d'Alcalde major     | - Assolí 1564 la pacificació total de Tabasco, en sotmetre els indígeeas de Cimatán, que foren els darrers tabasquenyos en rendir-se als espanyols. - El 24 de juny de 1564 Diego de Quijada funda l'actual ciutat de Villahermosa amb el nom de Villa Carmona. |
| 19 | Escut d'armes de Felip II a Carles II | Vasco Rodríguez                       | 1579 - 1584                            | Alcalde major              | - En 1579, de visita a Nacajuca, ordenà a Melchor Alfaro Santacruz, fer el primer mapa de la Província de Tabasco. |
| 20 | Escut d'armes de Felip II a Carles II | Juan Ruiz de Aguirre                  | 1584 - 1596                            | Alcalde major              | - Nomenat per la Reial Audiència de Mèxic. |
| 21 | Escut d'armes de Felip II a Carles II | Lázaro Suárez de Córdova              | 1596 - 1604                            | Alcalde major              | - En 1596 el rei Felip II d'Espanya atorga el permís reial per a poblar San Juan Bautista. - En 1597 pirates holandesos destrueixen i incendien Santa María de la Victoria. - El 24 de juliol de 1598 el rei Felipe II atorga a la vila de San Juan Bautista el títol de: "Villa Hermosa" i un escut d'armes, amb el qual avui s'identifica l'estat de Tabasco. - Es construeix a San Juan Bautista, el Magatzem Reial, com a protecció contra els atacs pirates. - En 1598 els pirates ataquen les poblacions d'Atasta i Tamulté de las Barrancas. - En 1600 els pirates saquegen Santa María de la Victoria. |

### Seglexvii
|    | Imatge                                | Nom                            | Període de govern | Càrrec        | Observacions |
| -- | ------------------------------------- | ------------------------------ | ----------------- | ------------- | --- |
| 22 | Escut d'armes de Felip II a Carles II | Juan de Miranda                | 1604 - 1619       | Alcalde Major | - En 1604 se li canvia el nom a la ciutat de Villahermosa de San Juan Bautista pel de San Juan de Villahermosa en honor del capità Juan de Grijalva descobridor de Tabasco.. - Aquest mateix any, a causa dels atacs pirates, se sol·licita al Virrei Juan de Mendoza y Luna el canvi dels poders de la província a San Juan de *illahermosa, però no s'autoritza.                           |
| 23 | Escut d'armes de Felip II a Carles II | Fernando Martínez de Leyva     | 1619 - 1640       | Alcalde Major | - El 3 de desembre de 1619 el Marquès Diego Fernández de Córdoba autoritza el trasllat dels poders de la província de Santa María de la Victoria a San Juan de Villahermosa, pero no es du a terme perquè els veïns es neguen a abandonar la vila. |
| 24 | Escut d'armes de Felip II a Carles II | Simón Rodríguez                | 1640 - 1661       | Alcalde Major | - Com que els pirates destrueixen Santa María de la Victoria, gestiona davant el virrei Diego López Pacheco el canvi dels poders de la província a Villahermosa, autoritzant-se el 3 de febrer de 1641. - el 24 de juny de 1641 decideix traslladar la capital de la província a San Juan de Villahermosa.                                                                                   |
| 25 | Escut d'armes de Felip II a Carles II | Juan del Águila                | 1661 - 1663       | Alcalde Major | |
| 26 | Escut d'armes de Felip II a Carles II | Francisco Maldonado de Tejeda  | 1663 - 1671       | Alcalde Major | - En 1665 Villahermosa és sorpresa a les 4 am per un atac pirata. - En 1667 els pirates ataquen i destrueixen Santa María de la Victoria i Villahermosa. - Provocà la rebel·lió dels pobles maies de la regió de Los Ríos a l'orient de Tabasco en 1668, cosa que provocà la seva destitució.                                                                                                |
| 27 | Escut d'armes de Felip II a Carles II | Miguel Fernández de Rivero     | 1671 - 1675       | Alcalde Major | - A finals de 1671 conformà un exèrcit i va acabar amb la rebel·lió dels pobles maies de l'orient de Tabasco. |
| 28 | Escut d'armes de Felip II a Carles II | Diego de Loyola                | 1675 - 1679       | Alcalde Major | - A causa que els pirates destrueixen San Juan de Villahermosa, en 1677 trasllada la capital de la província a Tacotalpa a la que anomena "Tacotalpa de la Real Corona". - Villahermosa queda destruïda i abandonada. - El 21 de juny de 1677,va informar al virrei que "el temor per les invasions pirates havia provocat el despoblament de pobles sencers com Cunduacán, i Villahermosa". |
| 29 | Escut d'armes de Felip II a Carles II | Diego García de la Cala        | 1679 - 1680       | Alcalde Major | Encara que despatxa a Tacotalpa, inicia la reconstrucció i fortificació de Villahermosa. |
| 30 | Escut d'armes de Felip II a Carles II | Pedro Cámara Peña              | 1680 - 1682       | Alcalde Major | |
| 31 | Escut d'armes de Felip II a Carles II | Antonio del Cueto y Bracamonte | 1682 - 1686       | Alcalde Major | |
| 32 | Escut d'armes de Felip II a Carles II | Francisco Benítez Maldonado    | 1686 - 1699       | Alcalde Major | - En 1688 ordenà construir a Villahermosa, vigies, trinxeres i fortificacions, per a protegir-la dels atacs pirates. - En 1697 envià forces militars de suport a Martín de Urzúa, capitán general de Yucatán, en la conquesta de Tayasal (Guatemala), últim reducte maia en rendir-se als espanyols.                                                                                         |
| 33 | Escut d'armes de Felip II a Carles II | Julián Santiago Borrego        | 1699 - 1702       | Alcalde Major | |

### Seglexviii
|    | Imatge                      | Nome                              | Període de govern | Càrrec                                                          | Principals esdeveniments |
| -- | --------------------------- | --------------------------------- | ----------------- | --------------------------------------------------------------- | --- |
| 34 | Escut d'armes de Felip V    | José Antonio Torres               | 1702 - 1704       | Alcalde Major                                                   | - |
| 35 | Escut d'armes de Felip V    | Jerónimo Álvarez del Valle        | 1704              | Alcalde Major                                                   | - Mort als pocs dies. |
| 36 | Escut d'armes de Felip V    | Pedro Gutiérrez Mier y Terán      | 1704 - 1706       | Alcalde Major Interí                                            | - |
| 37 | Escut d'armes de Felip V    | Alonso Felipe de Andrade          | 1706 - 1708       | Alcalde Major                                                   | - Alcalde Menor de Xalpa. - Primer tabasqueny Alcalde Mayor de Tabasco. |
| 38 | Escut d'armes de Felip V    | Juan Francisco Medina Cachón      | 1708 - 1714       | Alcalde Major                                                   | - |
| 39 | Escut d'armes de Felip V    | Graniel de Gil                    | 1714 - 1720       | Tinent de Capità General i Alcalde Major                        | |
| 40 | Escut d'armes de Felip V    | Andrés Gordillo                   | 1720 - 1725       | Tinent de Capità General i Alcalde Major                        | |
| 41 | Escut d'armes de Felip V    | Miguel de Lastri                  | 1725 - 1728       | Capità de Cavalleria i Alcalde Major                            | |
| 42 | Escut d'armes de Felip V    | Juan Bautista de Zigarán          | 1728 - 1730       | Sargent Major                                                   | |
| 43 | Escut d'armes de Felip V    | Antonio de la Concha Puente       | 1730 - 1733       | Tinent Capità d'Artilleria i Alcalde Major                      | - Tabasco s'organitza en partits o districtes, dependents de l'Alcalde Major de Tacotalpa. Els districtes foren: Jalapa, Nacajuca, Jalpa, Macuspana, Cunduacán, Teapa, Usumacinta i Villahermosa.                                                                                             |
| 44 | Escut d'armes de Felip V    | Francisco López Marchán           | 1733              | Alcalde Major                                                   | |
| 45 | Escut d'armes de Felip V    | Gregorio de Lijauarzabal y Anzola | 1733 - 1737       | Tinent de Capità General i Alcalde Major                        | |
| 46 | Escut d'armes de Felip V    | Antonio del Valle y Llaguno       | 1737              | Tinent de Capità General i Alcalde Major                        | |
| 47 | Escut d'armes de Felip V    | Pedro de Arriyaga                 | 1737 - 1738       | Alcalde Major Interí                                            | |
| 48 | Escut d'armes de Felip V    | Antonio del Valle y Llaguno       | 1738 - 1742       | Tinent de Capità General i Alcalde Major                        | |
| 49 | Escut d'armes de Felip V    | Manuel de la Concha Puente        | 1742 - 1748       | Tinent de Caballería i Capità General i Alcalde Major           | - En 1743 després de la revolta dels tzeltals, la Província de Chiapas s'apropia la regió de les "Bulujíes" que pertanyia a Tabasco, on es localitzaven entre altres llocs, Yaxchilán, Palenque, Tila, Salto de Agua i Yajalón.                                                               |
| 50 | Escut d'armes de Felip V    | Matías Quintana                   | 1748              | Alcalde Major Interií                                           | |
| 51 | Escut d'armes de Felip V    | José Rodríguez                    | 1748 - 1751       | Alcalde Major                                                   | |
| 52 | Escut d'armes de Felip V    | José de Tenreyro                  | 1751 - 1752       | Tinent de Capità i Alcalde Major                                | - Mort en funcions en 1752 |
| 53 | Escut d'armes de Felip V    | Antonio Canto                     | 1752 - 1757       | Alcalde Major                                                   | |
| 54 | Escut d'armes de Felip V    | Esteban Gutiérrez de la Torre     | 1757 - 1759       | Coronel de Cavalleria y Tinent de Capità General, Alcalde Major | |
| 55 | Escut d'armes de Carles III | Francisco Jiménez Meza            | 1759 - 1760       | Alcalde Major Interí                                            | |
| 56 | Escut d'armes de Carles III | Esteban Gutiérrez de la Torre     | 1760 - 1764       | Coronel de Cavalleria y Tinent de Capità General, Alcalde Mayor | |
| 57 | Escut d'armes de Carles III | Pedro Dufáu Maldonado             | 1764 - 1770       | Capità d'Infanteria i Tinent de Capità General, Alcalde Major   | - |
| 58 | Escut d'armes de Carles III | Nicolás Bulfe                     | 1770              | Capità de Infantería i Alcalde Major Interí                     | |
| 59 | Escut d'armes de Carles III | Sebastián Maldonado               | 1770 - 1775       | Tinent de Capità General i Alcalde Major                        | |
| 60 | Escut d'armes de Carles III | Esteban Crespi                    | 1775 - 1776       | Alcalde Major Interí                                            | |
| 61 | Escut d'armes de Carles III | Nicolás Bulfe                     | 1776 - 1783       | Governador Polític i Militar                                    | - Primer Governador Polític i Militar de Tabasco. Nomenat pel rei Carles III d'Espanya |
| 62 | Escut d'armes de Carles III | Francisco de Villamil             | 1783              | Governador Polític i Militar Interí                             | |
| 63 | Escut d'armes de Carles III | Manuel María Mendiguren           | 1783 - 1784       | Governador Interí                                               | |
| 64 | Escut de Carles III         | Francisco de Amuzquivar           | 1784 - 1791       | Governador Civil i Militar                                      | - Nomenat pel rei Carles III d'Espanya. |
| 65 | Escut d'armes de Carles III | Juan de Amestoy                   | 1791 - 1793       | Comandant en cap de les Mílicies de Tabasco, Governador Interí  | |
| 66 | Escut d'armes de Carles III | Miguel de Castro y Araoz          | 1793 - 1810       | Governador                                                      | - En 1795, el virrei Miguel de la Grúa Talamanca autoritza el canvi de la capital de la província a Villahermosa de San Juan Bautista després de 120 anys. - Per instruccions del virrei Pedro de Garibay, l'1 de gener de 1809 s'instal·la solemnement el primer Ajuntament de Villahermosa. |

### Seglexix
|     | Imatge                        | Nom                                | Període de govern                                                             | Càrrec | Principals esdeveniments |
| --- | ----------------------------- | ---------------------------------- | ----------------------------------------------------------------------------- | --- | --- |
| 67  | Escut de Carles III           | Lorenzo Santa María                | 1810                                                                          | Governador Interí                                                                                            | Primer tabasqueny en governar la Província de Tabasco. |
| 68  | Escut de Carles III           | Andrés Girón                       | 1810 - 1813                                                                   | Governador                                                                                                   | - Nomenat pel Virrei de la Nova Espanya - En 1811 es canvia el nom de la capital San Juan de Villahermosa pel de San Juan Bautista de Villahermosa - En 1811 formà el cos d'infanteria "Fieles de Fernando VII" per a sufocar possibles brots independentisyrs. |
| 69  | Escut de Carles III           | Lorenzo Santa María                | 1813 - 1814                                                                   | Governador Interí                                                                                            | |
| 70  | Escut de Carles III           | Francisco Heredia Vergara          | 1814 - 1818                                                                   | Governador                                                                                                   | - En 1814 comencen els moviments independentístes a Tabasco, el Capità José María Jiménez Garrido va fer el "grito de Independencia", apressat i traslladat a San Juan de Ulúa. - El 12 de febrer de 1816 Atanacio de la Cruz s'alça en armes proclamant la independencia i pren Huimanguillo, però és capturat. |
| 71  | Escut de Carles III           | Lorenzo Santa María                | 1818 - 1820                                                                   | Governador                                                                                                   | |
| 72  | Escut de Carles III           | Ángel del Toro                     | 1820 - 6 de setembre de 1821                                                  | Governador                                                                                                   | - Nomenat pel rei Ferran VII. - Últim Governador colonial de Tabasco. - En 1821 les poblacions de Cunduacán, Macuspana, Huimanguillo i Teapa s'adhereixen al Pla d'Iguala. - El 5 de juliol de 1821 Villahermosa és presa pels independentistes i Timoteo Sánchez forma el "glorioso sistema independiente", però als pocs dies els reialistes recuperen la ciutat. - El 31 d'agost de 1821 entra a Tabasco el general Juan N. Fernández, proclamant la independència. - El 6 de setembre de 1821 fuig a Campeche davant l'entrada de les forces independentistes a Villahermosa. |
| 73  |                               | Juan Nepomuceno Fernández Mantecón | 8 de setembre de 1821 - 22 d'abril de 1822                                    | Cap Superior Polític                                                                                         | - El 7 de setembre de 1821 entrà a la ciutat de Villahermosa proclamant la Independencia de Tabasco de la Corona espanyola. - Primer Governador de Tabasco en l'època independent. |
| 74  | Escut d'Armes de Tabasco      | Manuel María Leytón                | 23 d'abril de 1822 - juliol de 1822                                           | Cap Superior Polític                                                                                         | Va substituir al Capità Juan N. Fernández a qui va prendre presoner i va traslladar a Cunduacán i després a la ciutat de Mèxic, acusat d'abús d'autoritat. |
| 75  |                               | José Antonio Rincón                | juliol de 1822 - 3 de maig de 1824                                            | Cap Superior Polític                                                                                         | - L'1 de gener de 1823 es crea la primera Diputación Provincial del estado. - El 17 de juny de 1823 es crea la Comandancia General de Tabasco a la que se li agrega la Laguna de Términos. L'estat queda separat de Yucatán. - El 31 de gener de 1824 es crea l'Estat Lliure, Independent y Sobirà de Tabasco, l'estat número 13 fundador de la nova República Federal. - El 3 de maig de 1824 s'instal·la el primer Congrés de l'Estat Lliure, Independent i Sobirà de Tabasco.                                                                                                  |
| 76  |                               | Pedro Pérez Medina                 | 3 - 8 de maig de 1824                                                         | Cap Superior Polític                                                                                         | |
| 77  |                               | Agustín Ruíz de la Peña y Urrutia  | 8 de maig - 6 de desembre de 1824                                             | Governador Provisional                                                                                       | - Primer Governador de l'Estat Lliure i Independent de Tabasco. |
| 78  |                               | Pedro Pérez Medina                 | 6 de desembre de 1824 - 31 de juliol de 1825                                  | Vesgovernador encarregat del Poder Executiu                                                                  | E |
| 79  |                               | Agustín Ruíz de la Peña y Urrutia  | 1 - 9 d'agost de 1825 . 10 d'agost de 1825 - 3 d'agost de 1827                | Governador Interí . Governador Constitucional (1825 - 1828)                                                  | - Liberal. - Primer Governador Constitucional de l'Estat Lliure, Sobirà i Independent de Tabasco. |
| 80  |                               | Marcelino Margalli                 | 3 d'agost - desembre de 1827 . desembre de 1827 - 17 de setembre de 1828      | Vesgovernador encarregat del Poder Executiu . Governador Constitucional                                      | - Conservador - Nomenat pel Congrés de l'Estat com a "Encarregat del Poder Executiu" |
| 81  | Escut d'Armes de Tabasco      | Pedro José García                  | 18 de setembre de 1828 - 7 de novembre de 1828                                | Governador Interí                                                                                            | |
| 82  | Escut d'Armes de Tabasco      | Santiago Duque de Estrada          | 8 de novembre de 1828 - 10 d'agost de 1829                                    | Vesgovernador en exercici del Poder Executiu                                                                 | - Conservador. |
| 83  | Escut d'Armes de Tabasco      | José Eusebio Magdonel              | 11 - 21 d'agost de 1829                                                       | Governador Interí                                                                                            | |
| 84  |                               | Agustín Ruíz de la Peña            | 22 d'agost - desembre de 1829                                                 | Governador Constitucional                                                                                    | Liberal - Enderrocat per Santiago Duque de Estrada amb el suport del govern centralista de Yucatán, qui va envair l'estat amb 300 soldats, en la Primera invasió dels Chenes |
| 85  | Escut d'Armes de Tabasco      | Juan Dionisio Marcín               | desembre de 1829 - 13 d'agost de 1830                                         | Vesgovernador encarregat del Poder Executiu                                                                  | |
| 86  | Escut d'Armes de Tabasco      | José Eusebio Magdonel              | 14 - 18 d'agost de 1830                                                       | Presidente del Consell de Govern                                                                             | - Centralista. |
| 87  |                               | José María Rovirosa                | 18 - 24 d'agost de 1830 . 25 d'agost de 1830 - 26 de setembre de 1832         | Governador Interí . Governador Constitucional                                                                | -Cetralista. - Promulgà la Constitución Centralista de l'estat el 16 de setembre de 1831. - En juny de 1832 s'alça en armes el Gral. Mariano Martínez contra el Governador i el president Bustamante. - El 25 de juliol de 1832 els Governadors de Yucatán i Chiapas invadeixen Tabasco en la "Segona invasió dels Chenes". |
| 88  |                               | Manuel Buelta Rojo                 | 26 de setembre de 1832 - març de 1834                                         | Governador Interí                                                                                            | Federalista. Inicia la guerra civil (1832- 1834). |
| 89  | Escut d'Armes de Tabasco      | Juan de Dios Salazar               | març - 15 de setembre de 1834                                                 | Vesgovernador encarregat del Poder Executiu                                                                  | - Federalista. |
| 90  |                               | Narciso Santa María                | 16 de setembre de 1834 - abril de 1836                                        | Governador Constitucional (1834 - 1837)                                                                      | - Centralista. - Culmina la guerra civil (1832-1834) amb el triomf dels centralistes. |
| 91  | Escut d'Armes de Tabasco      | Eduardo Correa                     | abril - agost de 1836                                                         | Vesgovernador encarregat del Poder Executiu                                                                  | - Centralista. |
| 92  | Escut d'Armes de Tabasco      | Santiago Duque de Estrada          | agost - setembre de 1836                                                      | Governador Interí                                                                                            | - Centralista. |
| 93  | Escut d'Armes de Tabasco      | Eduardo Correa                     | setembre de 1836 - 9 d'agost de 1837                                          | Governador Interí                                                                                            | - Centralista. |
| 94  | Escut d'Armes de Tabasco      | José Ignacio Gutiérrez             | 10 d'agost de 1837 - 16 de novembre de 1840                                   | Governador Constitucional del Departament por designació presidencial (1837 - 1841)                          | - Centralista. - Nomenat pel President de la República Anastasio Bustamante. - Inició la persecució dels federalistes. - Comiença la guerra civil a l'estat (1839 - 1840) |
| 95  |                               | Juan Pablo de Anaya                | 17 de novembre - 6 de desembre de 1840                                        | Governador Provisional sorgit d'un moviment armat                                                            | - Federalista. - Amb suport de 3 bucs de l'armada texana i amb Francisco de Sentmanat i Fernando Nicolás Maldonado, enderrocà al Governador José Ignacio Gutiérrez. - Convocà a la formació d'una Junta Restauradora del Federalisme que nomenarà un Governador provisional |
| 96  |                               | Agustín Ruíz de la Peña y Urritia  | 6 - 14 de desembre de 1840                                                    | Governador Provisional                                                                                       | - Federalista. - Nomenat per la Junta Electoral Consultiva, designada per Juan Pablo de Anaya. |
| 97  |                               | Pedro Requena Estrada              | 14 de desembre de 1840 - 3 de gener de 1841                                   | Governador Provisional                                                                                       | - Federalista. |
| 98  |                               | José Víctor Jiménez Falcón         | 4 de gener - 1 de febrer de 1841 1 de febrer - març de 1841                   | Governador Interí. Governador Constitucional (1841 - 1844)                                                   | - Federalista - Designat pel Congrés de l'Estat. - El 13 de febrer de 1841 el Congrés de l'Estat, declarà Tabasco separat de Mèxic, atorgant al Governador facultats de Presidente. |
| 99  |                               | Justo Santa Anna                   | març - setembre de 1841                                                       | Vesgovernador encarregat del Poder Executiu                                                                  | Federalista |
| 100 | Escut d'Armes de Tabasco      | Francisco Díaz del Castillo        | setembre de 1841 - 8 de febrer de 1842                                        | Subvesgovernador encarregat del Poder Executiu                                                               | - Federalista. - Reconegué Antonio López de Santa Anna com a president i inicià les negociacions per a la reincorporació de Tabasco a México, però el Congrés de l'Estat posà com a condició que es promulgués una nova Constitució. |
| 101 |                               | Agustín Ruiz de la Peña y Urrutia  | 9 de febrer - 2 de maig de 1842                                               | Governador Interí                                                                                            | - Federalista - Nomenat per la Diputació Permanent del Congrés. |
| 102 |                               | José Higinio Ney                   | 2 de maig - 7 de maig de 1842                                                 | Governador Interí                                                                                            | - Federalista |
| 103 |                               | José Julián Dueñas                 | 7 de maig - 11 de juny de 1842                                                | Governador Interí                                                                                            | Centralista |
| 104 |                               | Francisco de Sentmanat y Zayas     | 12 de juny de 1842 - 11 de julio de 1843                                      | Governador propietari del Departament per designació presidencial                                            | - Nomenat pel President Antonio López de Santa Anna. - Fa oficial la reincorporació de Tabasco a Mèxic el 2 de desembre de 1842. |
| 105 |                               | José Julián Dueñas                 | 12 de julio - 31 d'agost de 1843                                              | Governador Interí surgido de un movimiento armado                                                            | - Centralista |
| 106 | Pedro de Ampudia              | Pedro de Ampudia y Grimarest       | 1 de setembre de 1843 - mayo de 1844 . mayo - 30 de juny de 1844              | Governador Interí del Departament per designació Presidencial . Governador Constitucional                    | - Nomenat pel Presidente Antonio López de Santa Anna. |
| 107 |                               | Narciso Santa María                | 30 de juny - 5 de setembre de 1844                                            | Governador Interí del Departament                                                                            | - Nomenat per ser Primer Vocal de l'Assemblea Departamental. |
| 108 | Pedro de Ampudia              | Pedro de Ampudia y Grimarest       | 5 de setembre de 1844 - 2 de gener de 1845                                    | Governador Constitucional (1844 - 1847)                                                                      | |
| 109 | Escut d'Armes de Tabasco      | Juan de Dios Salazar               | 2 de gener - març de 1845                                                     | Governador Interí del Departament                                                                            | Centralista. - Nomenat per ser Primer Vocal de la Asamblea Departamental. |
| 110 |                               | José Víctor Jiménez Falcón         | març - abril de 1845 . abril - 14 de juny de 1845                             | Governador Interí del Departament . Governador Constitucional del Departament per designació presidencial    | - Federalista. - Nomenat Governador Constitucional pel President José Joaquín de Herrera. |
| 111 | Escut d'Armes de Tabasco      | Juan de Dios Salazar               | 18 de juny - 9 de setembre de 1845                                            | Governador per efecto d'un moviment armat                                                                    | Centralista. |
| 112 |                               | José Víctor Jiménez Falcón         | 20 d'agost de 1845 - 11 d'agost de 1846                                       | Governador Constitucional                                                                                    | Federalista. |
| 113 | Juan Bautista Traconis        | Juan Bautista Traconis Rodríguez   | 12 d'agost de 1846 - 5 de gener de 1847                                       | Governador y Comandante Militar, per designació presidencial                                                 | - El 9 de novembre, declara Tabasco separat de Mèxic. |
| 114 |                               | Justo Santa Anna                   | 5 de gener - 13 de febrer de 1847 13 de febrer - juliol de 1847               | Governador Interí Governador Constitucional (1847 - 1849)                                                    | - Reincorporà Tabasco a Mèxic el 9 de gener de 1847. - Enfrontà la Intervenció estatunidenca a Tabasco, hagué de traslladar la capital a Tacotalpa durant la Segona Batalla de Tabasco. |
| 115 | Bandera dels Estats Units     | Vant Brunt                         | 13 de juny - 15 de juliol de 1847                                             | Governador Provisional Intervencionista                                                                      | Nomenat pel Comodor Matthew C. Perry en ocupar la capital de l'estat durant la Intervenció estatunidenca a Tabasco. |
| 116 |                               | José Julián Dueñas                 | juliol - octubre de 1847                                                      | Governador Interí                                                                                            | |
| 117 |                               | Justo Santa Anna                   | octubre de 1847 - 11 de gener de 1848                                         | Governador Constitucional                                                                                    | - Federalista. |
| 118 |                               | José Encarnación Prats Medina      | 11 de gener - maig de 1848                                                    | Vesgovernador en exercisi del Poder Executiu                                                                 | - Federalista - Governà des de Teapa. |
| 119 |                               | Justo Santa Anna                   | maig - juliol de 1848                                                         | Governador Constitucional                                                                                    | - Federalista |
| 120 |                               | José Encarnación Prats Medina      | julio - octubre de 1848                                                       | Vesgovernador en exercisi del Poder Executiu                                                                 | - Federalista. - Governà des de Teapa |
| 121 |                               | Justo Santa Anna                   | octubre de 1848 - 15 de setembre de 1849                                      | Governador Constitucional                                                                                    | - Federalista |
| 122 |                               | José Julián Dueñas                 | 16 de setembre de 1849 - 14 d'octubre de 1850                                 | Governador Constitucional (1849 - 1852)                                                                      | - Promulgà la tercera Constitució de l'Estat, el 13 d'agost de 1850. |
| 123 | Escut d'Armes de Tabasco      | Juan Manuel de Torres              | 15 d'octubre - 4 de desembre de 1850                                          | Governador Interí                                                                                            | Nomenat pel Congrés de l'Estat. |
| 124 | Escut d'Armes de Tabasco      | Gregorio Payró                     | 15 de desembre de 1850 - 1 de maig de 1851                                    | Governador Constitucional                                                                                    | |
| 125 | Escut d'Armes de Tabasco      | Joaquín Cirilo de Lanz             | 1 de maig - 24 de julio de 1851                                               | Governador Provisional en exercisi del Poder Executiu                                                        | - |
| 126 |                               | Justo Santa Anna                   | 24 de julio - 9 de novembre de 1851 . 9 - 15 de novembre de 1851              | Governador Interí . Governador Constitucional                                                                | - Federalista |
| 127 | Escut d'Armes de Tabasco      | Manuel Ponz y Ardil                | 15 de novembre de 1851 - juny de 1852                                         | Vesgovernador encarregat del Poder Executiu                                                                  | - Federalista. |
| 128 |                               | Justo Santa Anna                   | juny - 9 d'agost de 1852                                                      | Governador Constitucional                                                                                    | - Federalista. |
| 129 | Escut d'Armes de Tabasco      | Manuel Ponz y Ardil                | 9 d'agost - 23 de setembre de 1852                                            | Vesgovernador encarregat del Poder Executiu                                                                  | - Federalista |
| 130 |                               | Joaquín Ferrer Martí               | 24 de setembre de 1852 - 24 de juny de 1853                                   | Governador Constitucional (1852 - 1855)                                                                      | - Enfrentà tres sublevacions, una a Teapa i una altra a Tacotalpa per l'ex Governador Justo Santa Anna; i l'altra a la capital de l'ex Governador José Julián Dueñas. |
| 131 |                               | Manuel María Escobar y Rivera      | 24 de juny de 1853 - 29 d'agost de 1855                                       | Governador i Comandant General del Departament per designació Presidencial                                   | - Centralista. - Nomenat pel President Antonio López de Santa Anna. - El 15 de juliol de 1854 per decret del president Santa Anna, Tabasco va perdre gairebé tot el partit de l'Usumacinta que incloïa Balancán i Tenosique i el territori d'El Carmen. |
| 132 | Escut d'Armes de Tabasco      | Benito Haro                        | 29 d'agost de 1855 - mayo de 1856                                             | Governador i Comandant Militar sogit d'un moviment armat                                                     | - Liberal. |
| 133 |                               | José Víctor Jiménez                | mayo - 21 d'octubre de 1856                                                   | Governador Interí                                                                                            | - Federalista. - Nomenat pel Consell de Govern |
| 134 | Escut d'Armes de Tabasco      | Francisco de Velázquez             | 21 - 30 d'octubre de 1856                                                     | Governador Interí i Comandant General                                                                        | - |
| 135 | José Justo Álvarez Valenzuela | José Justo Álvarez Valenzuela      | 30 d'octubre de 1856 - 24 de juny de 1857                                     | Governador i Comandant General per designació Presidencial                                                   | - Nomenat pel President Ignacio Comonfort. - El 5 de febrer de 1857 per mandat Constitucional es reintegra a Tabasco els territoris de Balancán i Tenosique i el Cantó d'Huimanguillo, pero no se li torna el dictricte d'El Carmen. |
| 136 | Victorio V. Dueñas            | Victorio Victorino Dueñas          | 24 de juny de 1857 - 26 de març de 1858                                       | Governador Constitucional (1857 - 1860)                                                                      | - Federalista. - Promulgà i sancionà la quarta Constitució Política de Tabasco el 15 de setembre de 1857. |
| 137 |                               | Francisco de Velázquez             | 26 - 29 de març de 1858                                                       | Governador i Comandant General sorgit d'un moviment armat                                                    | - |
| 138 |                               | Simón Sarlat García                | 29 de març - 8 de novembre de 1858                                            | Governador i Comandant General per designació presidencial                                                   | - Nomenat pel President Félix Zuloaga en virtud de problemes mentals que patí Velázquez. - Enderrocat pels liberals Victorio V. Dueñas y Lino Merino. |
| 139 | Victorio Victorino Dueñas     | Victorio Victorino Dueñas          | 8 de novembre de 1858 - 22 de novembre de 1860                                | Governador Constitucional                                                                                    | - Federalista. |
| 140 |                               | José Encarnación Prats             | 22 de novembre - 31 de desembre de 1860                                       | Vesgovernador encarregat del Poder Executiu                                                                  | - Federalista. - Governà des de Teapa. |
| 141 | Victorio Victorino Dueñas     | Victorio Victorino Dueñas          | 1 de gener - març de 1861                                                     | Governador Constitucional Reelegit (1861 - 1864)                                                             | - Federalista. |
| 142 |                               | Felipe J. Serra                    | març - 2 de desembre de 1861                                                  | Vesgovernador en exercisi del Poder Executiu                                                                 | Federalista |
| 143 | Victorio Victorino Dueñas     | Victorio Victorino Dueñas          | 2 de desembre de 1861 - 22 de juliol de 1863                                  | Governador Constitucional                                                                                    | - Federalista. - El 21 de febrer de 1863 s'enfrontà a la Intervenció francesa a Tabasco. - El 18 de juny els francesos ocuparen la capital, i es tralladà a Tacotalpa declarant-la capital provisional de Tabasco. |
| 144 | Bandera de França             | Eduardo González Árevalo           | 18 de juny de 1863 - 20 de gener de 1864                                      | Governador de la Regència Imperial, sorgit d'un moviment armat                                               | Cap intervencionísta francès, en ocupar la capital de l'estat s'autoanomenà Governador. |
| 145 | Bandera de França             | Manuel Díaz de la Vega             | 29 de gener - 1 d'abril de 1864                                               | Governador Intervencionista                                                                                  | Nomenat per la Regència de l'Imperi. |
| 146 |                               | Felipe J. Serra                    | 22 de julio de 1863 - 4 d'octubre de 1864                                     | Vesgovernador en exercisi del Poder Executiu                                                                 | - Federalista. - Governaà en Tacotalpa declarada Capital Provisional de Tabasco. - El 27 de febrer de 1864 l'exèrcit liberal tabasqueny de Gregorio Méndez expulsa als francesos de la capital després de 43 dies de setge. |
| 147 |                               | Gregorio Méndez Magaña             | 4 d'octubre de 1864 - 6 de juny de 1867                                       | Governador i Comandant Militar                                                                               | - Federalista. - Entre abril i octubre de 1866 expulsó definitivament als francesos del territori tabasqueny, al recuperar Jonuta i Palizada i en 1867 Ciudad del Carmen. |
| 148 |                               | Felipe J. Serra                    | 6 de juny - 31 de desembre de 1867 . 1 de gener de 1868 - 19 de julio de 1871 | Governador i Comandant Militar per designació presidencial . Governador Constitucional (període 1868 - 1871) | - Nomenat pel president Benito Juárez. - Obligat a renunciar per les revoltes de Victorio V. Dueñas, Rosario Bastar, Regino Hernández Llergo, Lino Merino i Eusebio Castillo, qui l'acusaren de manipular les eleccions. . |
| 149 | Victorio Victorino Dueñas     | Victorio Victorino Dueñas          | 25 - 30 de julio de 1871                                                      | Governador Interí                                                                                            | - Nomenat pel Congrés de l'Estat. |
| 150 |                               | Ignacio Vado Ruz                   | 31 de julio - 31 de desembre de 1871                                          | Governador Interí                                                                                            | - Nomenat pel Congrés de l'Estat. |
| 151 | Victorio Victorino Dueñas     | Victorio Victorino Dueñas          | 1 de gener de 1872 - 1 de desembre de 1873                                    | Governador Constitucional (període 1872 - 1875)                                                              | - Federalista. |
| 152 |                               | Simón Sarlat Nova                  | 1 de desembre de 1873 - 1 d'abril de 1874                                     | Vesgovernador en exercisi del Poder Executiu                                                                 | |
| 153 | Victorio Victorino Dueñas     | Victorio Victorino Dueñas          | 1 d'abril de 1874 - 31 de desembre de 1875                                    | Governador Constitucional                                                                                    | |
| 154 |                               | Santiago Cruces Zentella           | 1 de gener - 8 de maig de 1876                                                | Governador Constitucional (período 1876 - 1879)                                                              | - Enderrocat per alçaments militars dels porfiristes Ramón Ricoy a Cárdenas i Faustino Sastré a Teapa, qui ocupen la capital de l'estat. |
| 155 | Escut d'Armes de Tabasco      | Pedro Carrillo                     | 8 - 17 de maig de 1876                                                        | Governador i Comandant Militar per efecte d'un moviment armat                                                | - |
| 156 | Escut d'Armes de Tabasco      | Jesús Oliver Beristain             | 17 de maig - 8 de juny de 1876                                                | Governador i Comandant Militar                                                                               | - |
| 157 | Escut d'Armes de Tabasco      | Pedro Baranda                      | 8 de juny - 21 de desembre de 1876                                            | Governador i Comandant Militar per designació Presidencial                                                   | - |
| 158 | Escut d'Armes de Tabasco      | Carlos Borda                       | 21 - 24 de desembre de 1876                                                   | Governador i Comandant Militar per designació Presidencial                                                   | - Designat per Porfirio Díaz. Subscribí l'acta d'adhesió al Pla de Tuxtepec. |
| 159 | Escut d'Armes de Tabasco      | Juan Ramírez Calzada               | 24 de desembre de 1876 - 31 de maig de 1877                                   | Governador Provisional i Comandant Militar per designació presidencial                                       | - Designat per Porfirio Díaz per què convoqués eleccions. |
| 160 |                               | Simón Sarlat Nova                  | 1 de juny de 1877 - 30 de setembre de 1879                                    | Governador Constitucional (període 1877 - 1880)                                                              | - |
| 161 |                               | José Francisco de Lanz y Rolderat  | 30 de setembre - 30 de novembre de 1879                                       | Governador Interí                                                                                            | |
| 162 |                               | Simón Sarlat Nova                  | 30 de novembre de 1879 - 24 de maig de 1880                                   | Governador Constitucional                                                                                    | - |
| 163 |                               | Manuel Foucher                     | 25 de maig - 6 de julio de 1880                                               | Governador Interí                                                                                            | |
| 164 |                               | Simón Sarlat Nova                  | 7 de julio - 31 de desembre de 1880                                           | Governador Constitucional                                                                                    | |
| 165 |                               | José Francisco del Lanz y Rolderat | 1 de gener - 18 de març de 1881                                               | Governador Constitucional (període 1881 – 1884)                                                              | |
| 166 |                               | Manuel Foucher                     | 18 de març de 1881 - 2 de novembre de 1882                                    | Vesgovernador encarregat del Poder Executiu                                                                  | |
| 167 |                               | Wenceslao Briseño Bonilla          | 2 de novembre - 10 de desembre de 1882                                        | Governador Interí                                                                                            | |
| 168 | Escut d'Armes de Tabasco      | Lauro León Vázquez                 | 10 de desembre de 1882                                                        | Governador Interí                                                                                            | - |
| 168 |                               | Francisco de Paula Aguilar         | 11 - 25 de desembre de 1882                                                   | Governador Interí                                                                                            | -. |
| 169 |                               | Eusebio Castillo Zamudio           | 25 de desembre de 1882 - 4 de gener de 1883                                   | Governador Substitut                                                                                         | |
| 170 |                               | Francisco de Paula Aguilar         | 4 de gener - 15 de maig de 1883                                               | Governador Interí                                                                                            | |
| 171 | Escut d'Armes de Tabasco      | Manuel Mestre Gorgoll              | 15 de maig - 10 de setembre de 1883                                           | Governador Constitucional (1883-1884)                                                                        | - |
| 172 | Escut d'Armes de Tabasco      | Lauro León Vázquez                 | 10 de setembre - 1 d'octubre de 1883                                          | Vesgovernador encarregat del Poder Executiu                                                                  | |
| 173 | Escut d'Armes de Tabasco      | Manuel Mestre Gorgoll              | 1 d'octubre de 1883 - 1 de febrer de 1884                                     | Governador Constitucional                                                                                    | - El 4 d'octubre de 1883 es promulgó la cinquena Constitució Política de l'estat. |
| 174 | Escut d'Armes de Tabasco      | Lauro León Vázquez                 | 2 de febrer - 24 de julio de 1884                                             | Vesgovernador encarregat del Poder Executiu                                                                  | - Posà la primera pedra del Palau de Govern de l'estat. |
| 175 | Escut d'Armes de Tabasco      | Manuel Mestre Gorgoll              | 25 de julio - 31 de desembre de 1884                                          | Governador Constitucional                                                                                    | - el 29 de novembre de 1884 inicia la construcción del Palau de Govern de l'Estat. |
| 176 |                               | Eusebio Castillo Zamudio           | 1 de gener de 1885 - 11 de març de 1886                                       | Governador Constitucional (període 1 de gener de 1885 - 30 de setembre de 1887)                              | - |
| 177 |                               | Policarpo Valenzuela               | 12 de març - 5 d'abril de 1886                                                | Governador Interí                                                                                            | |
| 178 |                               | Eusebio Castillo Zamudio           | 6 d'abril de 1886 - 21 de març de 1887                                        | Governador Constitucional                                                                                    | - |
| 179 |                               | Policarpo Valenzuela               | 21 - 23 de març de 1887                                                       | Governador Interí                                                                                            | - |
| 180 |                               | Abraham Bandala Patiño             | 25 de març - 30 de setembre de 1887                                           | Governador Provisional                                                                                       | - |
| 181 |                               | Simón Sarlat Nova                  | 1 d'octubre de 1887 - 10 d'octubre de 1888                                    | Governador Constitucional (período 1 d'octubre de 1887 - 31 de desembre de 1890)                             | - S'inaugura la línia telefónica entre la capital San Juan Bautista i el port de Frontera. |
| 182 | Escut d'Armes de Tabasco      | Calixto Merino Jiménez             | 10 d'octubre de 1888 - 1 de gener de 1889                                     | Governador Interí                                                                                            | |
| 183 |                               | Simón Sarlat Nova                  | 1 de gener de 1889 - 20 de març de 1890                                       | Governador Constitucional                                                                                    | |
| 184 | Escut d'Armes de Tabasco      | Calixto Merino Jiménez             | 20 de març - 13 de juny de 1890                                               | Governador Interí                                                                                            | |
| 185 |                               | Simón Sarlat Nova                  | 13 de juny - 31 de desembre de 1890 . 1 de gener - 1 de març de 1891          | Governador Constitucional . Governador Constitucional reelegit (període 1891-1894)                           | - El 30 de juny de 1890 es promulgada la sisena Constitució Política de Tabasco. |
| 186 | Escut d'Armes de Tabasco      | Calixto Merino Jiménez             | 1 de març - 11 de setembre de 1891                                            | Governador Interí                                                                                            | |
| 187 |                               | Simón Sarlat Nova                  | 11 de setembre de 1891 - 17 d'agost de 1892                                   | Governador Constitucional                                                                                    | - |
| 188 | Escut d'Armes de Tabasco      | Joaquín Zeferino Kerlegand         | 17 d'agost - 1 de desembre de 1892                                            | Governador Interí                                                                                            | |
| 189 |                               | Simón Sarlat Nova                  | 1 de desembre de 1892 - 12 de març de 1894                                    | Governador Constitucional                                                                                    | - . |
| 190 |                               | Abraham Bandala Patiño             | 12 de març - 15 d'agost de 1894                                               | Governador Interí                                                                                            | |
| 191 |                               | Simón Sarlat Nova                  | 15 d'agost - 31 de desembre de 1894                                           | Governador Constitucional                                                                                    | Inaugurà el Palau de Govern el 13 de desembre de 1894. |
| 192 |                               | Abraham Bandala Patiño             | 1 de gener - 20 de setembre de 1895                                           | Governador Constitucional (período 1895 - 1898)                                                              | - |
| 193 |                               | Felipe J. Serra                    | 20 de setembre - 27 d'octubre de 1895                                         | Governador Interí                                                                                            | |
| 194 |                               | Abraham Bandala Patiño             | 27 d'octubre de 1895 - 11 de novembre de 1896                                 | Governador Constitucional                                                                                    | - |
| 195 |                               | Felipe J. Serra                    | 11 de novembre de 1896 - 10 de gener de 1897                                  | Governador Interí                                                                                            | |
| 196 |                               | Abraham Bandala Patiño             | 10 de gener - 20 de novembre de 1897                                          | Governador Constitucional                                                                                    | - |
| 197 |                               | Felipe J. Serra                    | 20 de novembre de 1897 - 12 de gener de 1898                                  | Governador Interí                                                                                            | |
| 198 |                               | Abraham Bandala Patiño             | 12 de gener - 31 de desembre de 1898 . 1 de gener - 10 de novembre de 1899    | Governador Constitucional . Governador Constitucional reelegit (període 1899-1902)                           | . - |
| 199 |                               | Felipe J. Serra                    | 10 de novembre - 29 de desembre de 1899                                       | Governador Interí                                                                                            | |
| 200 |                               | Abraham Bandala Patiño             | 29 de desembre de 1899 - 3 de novembre de 1900                                | Governador Constitucional                                                                                    | - |

### Segle XX
|     | Imatge                       | Nom                            | Període de govern                                                                   | Càrrec                                                                              | Principals esdeveniments |
| --- | ---------------------------- | ------------------------------ | ----------------------------------------------------------------------------------- | ----------------------------------------------------------------------------------- | --- |
| 201 |                              | Felipe J. Serra                | 3 de novembre - 24 de desembre de 1900                                              | Governador Interí                                                                   | |
| 202 |                              | Abraham Bandala Patiño         | 24 de desembre de 1900 - 1 de novembre de 1901                                      | Governador Constitucional                                                           | - |
| 203 | Escut d'Armes de Tabasco     | Manuel Martínez Guido          | 1 de novembre de 1901 - 2 de gener de 1902                                          | Governador Interí                                                                   | |
| 204 |                              | Abraham Bandala Patiño         | 2 de gener - 27 de febrer de 1902                                                   | Governador Constitucional                                                           | - |
| 205 | Escut d'Armes de Tabasco     | Manuel Martínez Guido          | 27 de febrer - 10 de març de 1902                                                   | Governador Interí                                                                   | |
| 206 |                              | Abraham Bandala Patiño         | 10 de març - 31 de desembre de 1902 . 1 de gener - 23 d'octubre de 1903             | Governador Constitucional . Governador Constitucional reelegit (període 1903-1906)  | . - |
| 207 | Escut d'Armes de Tabasco     | Manuel Martínez Guido          | 23 d'octubre - 1 de desembre de 1903                                                | Governador Interí                                                                   | |
| 208 |                              | Abraham Bandala Patiño         | 1 de desembre de 1903 - 26 d'octubre de 1904                                        | Governador Constitucional                                                           | - |
| 209 | Escut d'Armes de Tabasco     | Manuel Martínez Guido          | 27 d'octubre - 24 de desembre de 1904                                               | Governador Interí                                                                   | |
| 210 |                              | Abraham Bandala Patiño         | 24 de desembre de 1904 - 27 d'octubre de 1905                                       | Governador Constitucional                                                           | - |
| 211 | Escut d'Armes de Tabasco     | Manuel Martínez Guido          | 27 d'octubre - 20 de desembre de 1905                                               | Governador Interí                                                                   | |
| 212 |                              | Abraham Bandala Patiño         | 20 de dicembre de 1905 - 31 de desembre de 1906 . 1 de gener - 17 d'octubre de 1907 | Governador Constitucional . Governador Constitucional reelegit (període 1907-1910)  | . |
| 213 | Escut d'Armes de Tabasco     | Gonzalo Acuña Pardo            | 17 d'octubre - 27 de novembre de 1907                                               | Governador Interí                                                                   | |
| 214 |                              | Abraham Bandala Patiño         | 27 de novembre de 1907 - 21 de febrer de 1910                                       | Governador Constitucional                                                           | - |
| 215 | Escut d'Armes de Tabasco     | Nicandro Melo                  | 21 de febrer - 9 de maig de 1910                                                    | Governador Interí                                                                   | - Comencen els moviments revolucionaris, Ignacio Gutiérrez Gómez s'alça en armes a Chontalpa. |
| 216 |                              | Abraham Bandala Patiño         | 9 de maig - 27 d'agost de 1910                                                      | Governador Constitucional                                                           | Derrota al general revolucionari Ignacio Gutiérrez Gómez, sufocant el moviment revolucionari a Tabasco. . - |
| 217 | Escut d'Armes de Tabasco     | Nicandro Melo                  | 27 d'agost - 8 de setembre de 1910                                                  | Governador Interí                                                                   | |
| 218 |                              | Abraham Bandala Patiño         | 8 de setembre - 31 de desembre de 1910                                              | Governador Constitucional                                                           | - S'inicia la Revolució mexicana el 20 de novembre de 1910. - El 19 de desembre de 1910 s'alça en armes el general Ignacio Gutiérrez Gómez qui és nomenat del Movimiento Libertario de Tabasco, iniciant la Revolució mexicana a Tabasco. |
| 219 |                              | Policarpo Valenzuela           | 1 de gener - 9 de juny de 1911                                                      | Governador Constitucional (período 1911-1914)                                       | - L'exèrcit federal derrota i mata Ignacio Gutiérrez Gómez en la Batalla d'Aldama el 21 d'abril de 1911. - Renuncià per la pressió dels grups revolucionaris i la caída del president Porfirio Díaz.                                      |
| 220 | Manuel Mestre Ghigliazza     | Manuel Mestre Ghigliazza       | 9 de juny - 3 de juliol de 1911                                                     | Governador Interí                                                                   | - Els revolucionaris tabasquenys entren victoriosos a San Juan Bautista. |
| 221 |                              | Domingo Borrego Moreno         | 3 de juliol - 31 d'agost de 1911                                                    | Governador Interí                                                                   | |
| 222 | Manuel Mestre Ghigliazza     | Manuel Mestre Ghigliazza       | 1 de setembre de 1911 - 28 d'abril de 1913                                          | Governador Constitucional (período 1 de setembre de 1911 - 31 de desembre de 1914)  | |
| 223 |                              | Agustín A. Valdez              | 28 d'abril - 20 d'agost de 1913                                                     | Governador Interí                                                                   | - |
| 224 |                              | Alberto Yarza Gutiérrez        | 20 d'agost de 1913 - 1 de setembre de 1914                                          | Governador Interí i Comandant Militar                                               | - |
| 225 | Luis Felipe Domínguez Suárez | Luis Felipe Domínguez Suárez   | 1 de setembre - 1 de novembre de 1914                                               | Governador Provisional i Comandant Militar                                          | Cap revolucionari tabasquenyo que es fa càrrec del govern per instruccions de Venustiano Carranza. - Es promulgada la setena Constitució Política de Tabasco.                                                                             |
| 226 |                              | Carlos Greene Ramírez          | 1 de novembre de 1914 - 2 de febrer de 1915                                         | Governador Provisional per efecte d'un moviment armat                               | - |
| 227 | Escut d'Armes de Tabasco     | Aquileo Juárez                 | 2 de febrer - 28 d'agost de 1915                                                    | Governador Provisional                                                              | Assumí el càrrec per instruccions de Venustiano Carranza. |
| 228 |                              | Pedro C. Colorado              | 28 d'agost de 1915                                                                  | Governador Provisional per designació presidencial                                  | - |
| 229 | Escut d'Armes de Tabasco     | José Gil Morales               | 29 d'agost - 5 de setembre de 1915                                                  | Governador per autonomenament sorgit d'un moviment armat                            | - |
| 230 | Escut d'Armes de Tabasco     | Aquileo Juárez                 | 5 - 18 de setembre de 1915                                                          | Governador per autonomenament                                                       | - |
| 231 |                              | Francisco J. Mújica            | 18 de setembre de 1915 - 11 de gener de 1916                                        | Governador Provisional y Comandante Militar                                         | - Nomenat pel president Venustiano Carranza. |
| 232 | Escut d'Armes de Tabasco     | Aureliano Colorado             | 11 de gener - 24 de febrer de 1916                                                  | Governador Interí                                                                   | |
| 233 |                              | Francisco J. Mújica            | 24 de febrer - 15 de setembre de 1916                                               | Governador Provisional per designació presidencial                                  | - Per decret, el 3 de febrer de 1916 canvià el nom de la capital de l'estat San Juan Bautista de Tabasco, pel de Villahermosa. |
| 234 | Luis Felipe Domínguez Suárez | Luis Felipe Domínguez Suárez   | 16 de setembre de 1916 - 10 de maig de 1917                                         | Governador Provisional per designació presidencial                                  | - Promulgà la Constitució Federal de 1917 a Tabasco. |
| 235 |                              | Joaquín Ruiz                   | 10 de maig de 1917 - 5 de juliol de 1918                                            | Governador Provisional                                                              | |
| 236 | Escut d'Armes de Tabasco     | Luis M. Hernández              | 5 de juliol - 1 de novembre de 1918                                                 | Governador Provisional i Comandant Militar per designació presidencial              | |
| 237 |                              | Heriberto Jara                 | 1 de novembre de 1918 - 6 de gener de 1919                                          | Governador Provisional i Comandant Militar per designació presidencial              | |
| 238 |                              | Carlos A. Vidal                | 6 de gener - 9 de març de 1919                                                      | Governador Provisional                                                              | - |
| 239 |                              | Carlos Greene Ramírez          | 1 de març - 21 d'agost de 1919                                                      | Governador Constitucional (període 1 de març de 1919 - 30 d'abril de 1923)          | - Sancionà i publicà la vuitena Constitució Política de Tabasco el 5 d'abril de 1919 |
| 240 | Luis Felipe Domínguez Suárez | Luis Felipe Domínguez Suárez   | 9 de març de 1919                                                                   | Governador per autonomenament                                                       | - |
| 241 |                              | Esteban Abreu Domínguez        | 10 de març - 14 de setembre de 1919                                                 | Governador per autonomenament                                                       | - |
| 242 |                              | Francisco Castellanos Díaz     | 14 - 27 de setembre de 1919                                                         | Governador per autonomenament                                                       | - |
| 243 | Tomás Garrido Canabal        | Tomás Garrido Canabal          | 21 d'agost - 30 de desembre de 1919                                                 | Governador Interí                                                                   | Governà des de Frontera i després des de Santa Ana. |
| 244 |                              | Carlos Greene Ramírez          | 30 de desembre de 1919 - 6 de febrer de 1920                                        | Governador Constitucional                                                           | |
| 245 | Escut d'Armes de Tabasco     | Juan Ricárdez Broca            | 6 de febrer - 6 d'abril de 1920                                                     | Governador Interí                                                                   | |
| 246 |                              | Carlos Greene Ramírez          | 6 d'abril - 10 de juny de 1920                                                      | Governador Constitucional                                                           | - L'abril de 1920 donà suport al General Álvaro Obregón. |
| 247 |                              | Guillermo Escoffié             | 11 de juny - 1 d'agost de 1920                                                      | Governador Interí                                                                   | |
| 248 |                              | Carlos Greene Ramírez          | 2 d'agost - 28 d'octubre de 1920                                                    | Governador Constitucional                                                           | - |
| 249 |                              | Primitivo Aguilar Suárez       | 28 d'octubre de 1920 - 11 de gener de 1921                                          | Governador Provisional                                                              | - . |
| 250 | Tomás Garrido Canabal        | Tomás Garrido Canabal          | 11 de gener - 14 de maig de 1921                                                    | Governador Interí                                                                   | - Nomenat pel Congrés de l'Estat. |
| 251 |                              | Manuel Garrido Lacroix         | 14 - 21 de maig de 1921                                                             | Governador Interí                                                                   | |
| 252 | Tomás Garrido                | Tomás Garrido Canabal          | 21 de maig - 9 de juliol de 1921                                                    | Governador Interí                                                                   | |
| 253 | Escut d'Armes de Tabasco     | Tobías Magaña                  | 9 de juliol - 8 d'agost de 1921                                                     | Governador Interí                                                                   | |
| 254 | Tomás Garrido                | Tomás Garrido Canabal          | 9 d'agost - 6 de novembre de 1921                                                   | Governador Interí                                                                   | |
| 255 | Escut d'Armes de Tabasco     | Leonel Magaña                  | 7 de novembre - 3 de desembre de 1921                                               | Governador Interí                                                                   | |
| 256 |                              | Alejandro Lastra Ortiz         | 4 de desembre de 1921 - 3 de gener de 1922                                          | Governador Interí                                                                   | |
| 257 | Tomás Garrido                | Tomás Garrido Canabal          | 4 - 31 de gener de 1922                                                             | Governador Interí                                                                   | |
| 258 |                              | Pedro Casanova Casao           | 1 de febrer - 9 de març de 1922                                                     | Governador Interí                                                                   | - |
| 259 | Escut d'Armes de Tabasco     | Santiago Ruiz Sobredo          | 10 de març - 6 de juny de 1922                                                      | Governador Interí                                                                   | |
| 260 |                              | Miguel Torruco Jiménez         | 7 de juny - 6 de juliol de 1922                                                     | Governador Interí                                                                   | |
| 261 |                              | Pedro Casanova Casao           | 7 de juliol - 31 de desembre de 1922                                                | Governador Interí                                                                   | - |
| 262 | Tomás Garrido                | Tomás Garrido Canabal          | 1 de gener - 4 de febrer de 1923                                                    | Governador Interí                                                                   | |
| 263 |                              | Manuel Garrido Lacroix         | 5 de febrer - 5 de maig de 1923                                                     | Governador Interí                                                                   | |
| 264 | Tomás Garrido                | Tomás Garrido Canabal          | 6 de maig - 20 de setembre de 1923                                                  | Governador Constitucional (període 6 de maig de 1923-31 de desembre de 1926)        | - |
| 265 |                              | Alejandro Lastra Ortiz         | 21 de setembre - 24 de desembre de 1923                                             | Governador Interí                                                                   | - |
| 266 | Tomás Garrido                | Tomás Garrido Canabal          | 25 de desembre de 1923 - 14 de gener de 1924                                        | Governador Constitucional                                                           | - |
| 267 |                              | Manuel Ferrer Vega             | 18 - 20 de gener de 1924                                                            | Governador Provisional i Comandant Militar Delahuertísta sorgit d'un moviment armat | - |
| 268 |                              | Manuel Antonio Romero          | 21 de gener - 7 de juny de 1924                                                     | Governador Provisional Delahuertísta sorgit d'un moviment armat                     | - Nomenat pels rebelds delahuertistes. Tabasco queda separat "de facto" del país. |
| 269 | Tomás Garrido                | Tomás Garrido Canabal          | 8 de juny - 8 de juliol de 1924                                                     | Governador Constitucional                                                           | - El Gobierno Federal derrota als rebels delahuertistes de Tabasco. |
| 270 | Escut d'Armes de Tabasco     | Santiago Ruiz Sobredo          | 8 de juliol - 5 de desembre de 1924                                                 | Governador Interí                                                                   | |
| 271 |                              | Ausencio C. Cruz               | 6 de desembre de 1924 - 2 de gener de 1925                                          | Governador Interí                                                                   | |
| 272 | Tomás Garrido                | Tomás Garrido Canabal          | 2 de gener de 1925 - 4 d'abril de 1926                                              | Governador Constitucional (1925 - 1926)                                             | - En 1925 Garrido firmà un decreto que atorga a la dona el dret al vot. |
| 273 | Escut d'Armes de Tabasco     | Santiago Ruiz Sobredo          | 4 d'abril - 28 d'octubre de 1926                                                    | Governador Interí                                                                   | |
| 274 | Escut d'Armes de Tabasco     | Augusto Hernández Olivé        | 29 d'octubre - 31 de desembre de 1926                                               | Governador Interí                                                                   | |
| 275 |                              | Ausencio C. Cruz               | 1 de gener de 1927 - 23 d'abril de 1928                                             | Governador Constitucional (1927-1930)                                               | - |
| 276 | Escut d'Armes de Tabasco     | Límbano Correa                 | 24 d'abril - 2 de maig de 1928                                                      | Vesgovernador encarregat del Poder Executiu                                         | |
| 277 |                              | Tomás Taracena                 | 2 - 22 de maig de 1928                                                              | Governador Interí                                                                   | |
| 278 |                              | Ausencio C. Cruz               | 23 de maig de 1928 - 22 de març de 1929                                             | Governador Constitucional                                                           | |
| 279 |                              | Nicanor González               | 23 de març - 19 d'abril                                                             | Governador Interí                                                                   | |
| 280 | Escut d'Armes de Tabasco     | Manuel Lastra Ortiz            | 19 d'abril - 5 de maig de 1929                                                      | Governador Interí                                                                   | |
| 281 |                              | Ausencio C. Cruz               | 5 de maig - 13 de setembre de 1929                                                  | Governador Constitucional                                                           | Solicitó licencia provisional. |
| 282 | Escut d'Armes de Tabasco     | Manuel Lastra Ortiz            | 13 de setembre - 4 de desembre de 1929                                              | Governador Interí                                                                   | |
| 283 | Escut d'Armes de Tabasco     | Isidro María Diez              | 4 de desembre de 1929 - 27 de febrer de 1930                                        | Governador Interí                                                                   | |
| 284 |                              | Ausencio C. Cruz               | 27 de febrer - 15 de maig de 1930                                                   | Governador Constitucional                                                           | |
| 285 |                              | Manuel Lastra Ortiz            | 15 - 20 de maig de 1930                                                             | Governador Interí                                                                   | |
| 286 |                              | Ausencio C. Cruz               | 27 de maig - 12 d'octubre de 1930                                                   | Governador Constitucional                                                           | - |
| 287 |                              | Nicanor González               | 13 - 27 d'octubre de 1939                                                           | Governador Interí                                                                   | |
| 288 |                              | Ausencio C. Cruz               | 28 d'octubre - 31 de desembre de 1930                                               | Governador Constitucional                                                           | |
| 289 | Tomás Garrido                | Tomás Garrido Canabal          | 1 de gener - 19 de febrer de 1931                                                   | Governador Constitucional (1931-1934)                                               | - |
| 290 |                              | Francisco Trujillo Gurría      | 19 - 23 de febrer de 1931                                                           | Governador Interí                                                                   | |
| 291 | Tomás Garrido                | Tomás Garrido Canabal          | 23 de febrer - 16 de juny de 1931                                                   | Governador Constitucional                                                           | |
| 292 |                              | Francisco Trujillo Gurría      | 17 - 27 de juny de 1931                                                             | Governador Interí                                                                   | |
| 293 | Tomás Garrido                | Tomás Garrido Canabal          | 27 de juny de 1931 - 31 de desembre de 1934                                         | Governador Constitucional                                                           | |
| 294 | Escut d'Armes de Tabasco     | Manuel Lastra Ortiz            | 1 de gener - 1 de març de 1935                                                      | Governador Constitucional (1935-1938)                                               | |
| 295 | Escut d'Armes de Tabasco     | Manuel Graniel González        | 2 de març - 1 d'abril de 1935                                                       | Governador Interí                                                                   | |
| 296 | Escut d'Armes de Tabasco     | Manuel Lastra Ortiz            | 2 d'abril - 1 de juliol de 1935                                                     | Governador Constitucional                                                           | - |
| 297 |                              | Aureo L. Calles Pardo          | 19 de juliol de 1935 - 31 de març de 1936                                           | Governador Provisional                                                              | - |
| 298 |                              | Víctor Fernández Manero        | 1 d'abril de 1936 - 31 de desembre de 1938                                          | Governador Constitucional (període 1 d'abril de 1936-31 de desembre de 1938)        | - |
| 299 |                              | Francisco Trujillo Gurría      | 1 de gener de 1939 - 31 de desembre de 1942                                         | Governador Constitucional (1939-1942)                                               | - |
| 300 |                              | Noé de la Flor Casanova        | 1 de gener de 1943 - 31 de desembre de 1946                                         | Governador Constitucional (período 1943 - 1946)                                     | - |
| 301 |                              | Francisco J. Santamaría        | 1 de gener de 1947 - 31 de desembre de 1952                                         | Governador Constitucional (període 1947 - 1952)                                     | |
| 302 |                              | Manuel Bartlett Bautista       | 1 de gener de 1953 - 22 de març de 1955                                             | Governador Constitucional (1953-1958)                                               | |
| 303 |                              | Miguel Orrico de los Llanos    | 23 de març de 1955 - 31 de desembre de 1958                                         | Governador Interí                                                                   | - Designat pel Congrés de l'Estat. |
| 304 | Carlos Madrazo               | Carlos Alberto Madrazo Becerra | 1 de gener de 1959 - 31 de desembre de 1964                                         | Governador Constitucional (1959-1964)                                               | - |
| 305 |                              | Manuel R. Mora                 | 1 de gener de 1965 - 31 de desembre de 1970                                         | Governador Constitucional (1965-1970)                                               | - Tabasco esdevé primer productor nacional de cacao i pebre i el tercer de copra. |
| 306 |                              | Mario Trujillo García          | 1 de gener de 1971 - 31 de desembre de 1976                                         | Governador Constitucional (1971-1976)                                               | - |
| 307 |                              | Leandro Rovirosa Wade          | 1 de gener de 1977 - 31 de desembre de 1982                                         | Governador Constitucional (1977-1982)                                               | - Tabasco esdevé primer productor de petroli de Mèxic. |
| 308 |                              | Enrique González Pedrero       | 1 de gener de 1983 - 1 de desembre de 1987                                          | Governador Constitucional (1983-1988)                                               | - |
| 309 |                              | José María Peralta López       | 1 de desembre de 1987 - 31 de desembre de 1988                                      | Governador Substitut                                                                | |
| 310 |                              | Salvador Neme Castillo         | 1 de gener de 1989 - 29 de gener de 1992                                            | Governador Constitucional (1989-1994)                                               | |
| 311 |                              | Manuel Gurría Ordóñez          | 29 de gener de 1992 - 31 de desembre de 1994                                        | Governador Substitut                                                                | |
| 312 | Roberto Madrazo              | Roberto Madrazo Pintado        | 1 de gener de 1995 - 14 de juny de 1999                                             | Governador Constitucional (1995-2000)                                               | - |
| 313 |                              | Víctor Manuel Barceló          | 14 de juny - 7 de desembre de 1999                                                  | Governador Interí                                                                   | |
| 314 | Roberto Madrazo              | Roberto Madrazo Pintado        | 8 de desembre de 1999 - 31 de desembre de 2000                                      | Governador Constitucional                                                           | |

### Segle XXI
|     | Imatge                   | Nom                    | Període de govern                           | Càrrec                                | Principals esdeveniments |
| --- | ------------------------ | ---------------------- | ------------------------------------------- | ------------------------------------- | ------------------------ |
| 315 |                          | Enrique Priego Oropeza | 1 de gener - 31 de desembre de 2001         | Governador Interí                     | -                        |
| 316 | Manuel Andrade Díaz      | Manuel Andrade Díaz    | 1 de gener de 2002 - 31 de desembre de 2006 | Governador Constitucional (2002-2006) | -                        |
| 317 | Escut d'Armes de Tabasco | Andrés Granier Melo    | 1 de gener de 2007 - 31 de desembre de 2012 | Governador Constitucional (2007-2012) | -                        |
| 318 | Arturo Núñez Jiménez     | Arturo Núñez Jiménez   | 1 de gener de 2013 - 31 de desembre de 2018 | Governador Constitucional (2013-2018) |                          |